# Enma

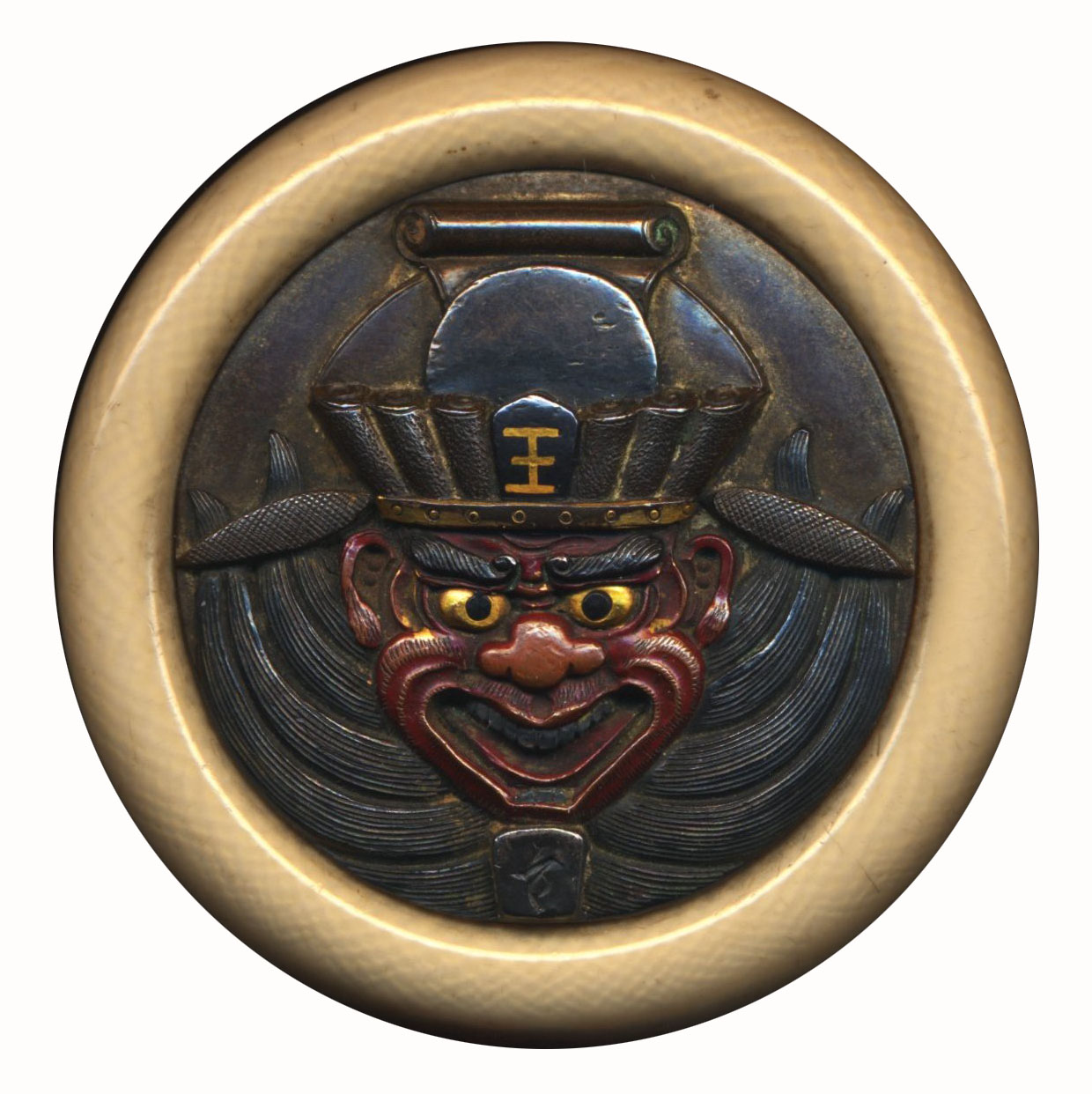
kagamibutanetsuke del representando a Emma.

Enma es el nombre japonés de Yama, rey de Yomi (el "infierno" en el Sintoísmo), y uno de los infiernos en el budismo japonés; siendo equivalente a Iama (Deidad hindú de la muerte); del cual procede su mito. En occidente es más famoso por su aparición en la representación moderna de los mitos tradicionales japoneses, especialmente en los géneros del anime y el manga, que por su faceta religiosa propiamente tal como la deidad de la muerte.

## Representaciones en la cultura popular
- 2x2=Shinobuden: en el episodio "Onzokamaru va al infierno", Kaede representa a Enma como regente del yomi.
- Bleach: el capitán Comandante del Gotei 13 se llama General Genryusai Shigekuni Yamamoto, que se basa en el nombre de Yama y al mismo tiempo cumple el mismo papel que él.
- Doraemon: el rey Enma aparece en un episodio donde los refranes y las supersticiones japonesas se hacen realidad con caramelos de la disciplina.
- Dragon Ball: Enma-daio Sama, es un ogro u oni rojo del otro mundo. Es representado como un burócrata hostigado con mal genio, ocupado por un montón de obligaciones de oficina. Aunque gobernante de la vida después de la muerte, es superado en poder por los cuatro Kaiō y Kaiōshin.
- Dr. Slump: Enma-daio Sama aparece más caricaturizado.
- Hōzuki no reitetsu: el rey Enma aparece como personaje secundario.
- Jigoku Shōjo: Enma Ai es la "chica del Infierno".
- Kaiketsu Zorori: el rey Enma aparece representado como un villano ocasional.
- Mahō Sentai Magiranger: N'Ma, es el gobernante de la tierra infernal de Infershia.
- Namco × Capcom: Enma es un PNJ en el juego, proveniente del título Genpei Tōma Den.
- Naruto: Enma el rey mono, es la invocación de Hiruzen Sarutobi, el tercer Hokage.
- One Piece: aparece como la espada que era del padre de Hiyori la cual se le da a Zoro a cambio de dejar su espada Shusui en el país de Wano.
- Spelunky: el rey Yama es el jefe final secreto. Junto con él, aparecen Horse Head y Ox-Face, nombrados e inspirados en sus contrapartes mitológicas.
- Super Paper Mario: la reina Hadesia tiene las mismas características del rey Enma. Sin embargo, su representación es más occidental y su nombre se vincula con el dios griego Hades.
- Touhou Project: Shikieiki Yamaxanadu encarna a Enma.
- Yakuza 0: el tatuaje en la espalda de Daisaku Kuze representa a Enma.
- Yo-Kai Watch: Enma aparece desde la segunda película como rey de todos los yo-kais, en la quinta película, el nació como la reencarnación de un chico llamado Itsuki y del hijo del Antiguo Enma-sama Shien.
- Yū Yū Hakusho: el rey Enma es un personaje secundario. Es también el padre de Koenma (literalmente, niño-Enma), que a menudo dirige el Inframundo en ausencia de su padre.
- Houseki no kuni: En el capítulo 89 del manga, el Príncipe de los lunarianos Aechmea revela que el nombre real dado por sus súbditos es Enma Kumera.
- Osomatsu San: En el final de la segunda temporada, los sextillizos conocen al Rey Enma quien es nada menos que un personaje secundario quien los estuvo vigilando para saber si son dignos de ir al cielo.